# Basananthe
Basananthe är ett släkte av passionsblomsväxter. Basananthe ingår i familjen passionsblomsväxter.

## Dottertaxa tillBasananthe, i alfabetisk ordning[1]
- Basananthe aciphylla
- Basananthe apetala
- Basananthe aristolochioides
- Basananthe baumii
- Basananthe berberoides
- Basananthe botryoidea
- Basananthe cupricola
- Basananthe gossweileri
- Basananthe hanningtoniana
- Basananthe hederae
- Basananthe heterophylla
- Basananthe hispidula
- Basananthe holmesii
- Basananthe kisimbae
- Basananthe kottoensis
- Basananthe kundelunguensis
- Basananthe lanceolata
- Basananthe littoralis
- Basananthe malaissei
- Basananthe merolae
- Basananthe nummularia
- Basananthe papillosa
- Basananthe parvifolia
- Basananthe pedata
- Basananthe phaulantha
- Basananthe polygaloides
- Basananthe pseudostipulata
- Basananthe pubiflora
- Basananthe reticulata
- Basananthe sandersonii
- Basananthe scabrida
- Basananthe scabrifolia
- Basananthe spinosa
- Basananthe subsessilicarpa
- Basananthe triloba
- Basananthe zanzibarica